# Raión de Kotélnikovo
El raión de Kotélnikovo (ruso: Коте́льниковский райо́н) es un distrito administrativo y municipal (raión) ruso perteneciente a la óblast de Volgogrado. Se ubica en el sur de la óblast. Su capital es Kotélnikovo.
En 2021, el raión tenía una población de 37 316 habitantes.
El raión es limítrofe al este con Kalmukia y al sur con la óblast de Rostov. El límite occidental del raión se extiende sobre la costa del embalse de Tsimliansk.

## Subdivisiones
Comprende la ciudad de Kotélnikovo (la capital, que forma un ayuntamiento urbano sin pedanías) y 33 localidades rurales, estas últimas agrupadas en los siguientes quince asentamientos rurales:
- Vesioli
- Vypasnoi
- Generalovski
- Zajárov
- Kotélnikov (con capital en Lénina)
- Krasnoyarski
- Maiórovski
- Nagávskaya
- Nagolni
- Nizhneyáblochni
- Pimeno-Cherni
- Poperechni
- Pugachóvskaya
- Semichni
- Chilekovo (con capital en Ravninni)